# 牙狼〈GARO〉～照亮黑暗的人～
《牙狼＜GARO＞～照亮黑暗的人～》（日语：牙狼＜GARO＞～闇を照らす者～），是日本特摄剧集《牙狼〈GARO〉》系列的第三部電視作品，於2013年4月5日至9月20日在東京電視台聯播網的深夜時段播出，全25集。

## 本劇特色
本劇為《牙狼》系列作品中，首次在前一季播畢後1年內便開始播出。而作為《牙狼》系列的第三部作品，本季改由橫山誠首次擔綱監督職位，世界觀有別於前兩季，在角色設定上也改以新角色道外流牙作為本季主角，其他角色與故事背景亦是全新的設定。

## 故事大綱
繼承了黃金騎士牙狼稱號的流浪魔戒騎士－道外流牙，在接收到一項指令後來到了一座位於火山深處、與外界隔絕的獨立城市－Volcity。流牙因感受到火羅的氣息，便在在一場婚禮當中，當著眾多參加婚禮的來賓面前斬殺新娘，隨後便遭到城市保安部隊－SG1的追捕，亦因為流牙造成的這場騷動，讓流牙察覺到這其中似乎隱藏著一個神秘的事件。當道外流牙成功逃過SG1的追捕後，由於沒有棲身之地，僅能在外留宿。就在這個時候，一個熟悉的魔戒法師和兩名魔戒騎士出現在面前…

## 登場人物
- 道外流牙（栗山航飾）

黄金騎士牙狼。
- 楠神哀空吏（青木玄德飾）

天弓騎士牙射（ガイ）。
- 蛇崩猛竜（池田純矢飾）

炎刃騎士漸（ゼン）。
- 莉杏（南里美希飾）

女魔戒法師。
- 符礼（大友康平飾）

魔戒法師。
- 燕邦（佐藤寬子飾）

Volcity的保安部隊SG1的隊長，其後被金城滔星變成為魔導火羅。
- 金城滔星（津田寬治飾）

金城憲水之子。
- 尊士（倉田保昭飾）

原魔戒騎士，其後被金城滔星變成魔導火羅。擁有壓倒性的實力，初期可以在尚未現身為魔導火羅時以一敵三。
- 里貝拉（井村空美飾）

新聞報導員，人稱「Volcity的正義女神」，真身是魔導火羅。
- 金城憲水（北見敏之飾）

金城家的掌舵人，也是Volcity的創立者，最後被尊士吃掉。
- 洲崎類（前田希美飾）

洲崎家的長女。洲崎一家憧憬著美好的生活而來到Volcity，就在這時洲崎類遇上蛇崩猛龍，令她留下深刻印象。其後洲崎一家遇上魔導火羅而差點被吃掉，幸好道外流牙及蛇崩猛龍及時趕到。救出他們後，一家四口被符礼施咒，失去在Volcity的一切記憶，並離開Volcity。不過在離開的路上卻遇上尊士，尊士用計再次將洲崎一家騙回Volcity。這時洲崎類感覺到異常並打算跳車逃走，結果洲崎一家除洲崎類外均被尊士捉走（及後更將他們的靈魂製作成供火羅食用的口服液）。洲崎類失去家人，蛇崩猛龍懇求符礼將她的記憶消去，忘記過去後重新生活，接著就當上一間花店的店員。與蛇崩猛龍有微妙的感情，不過在事件完結後，她的記憶再次被消去，於路上碰到蛇崩猛龍時並沒有認得，只有些許印象。
- 波奏（橫山惠飾）

女魔戒法師，道外流牙的母親，也是符礼的好朋友。

## 演員表
- 道外流牙︰栗山航
- 楠神哀空吏︰青木玄德
- 蛇崩猛竜︰池田純矢
- 莉杏︰南里美希
- 符礼︰大友康平
- 燕邦︰佐藤寬子
- 金城滔星︰津田寬治
- 尊士︰倉田保昭
- 里貝拉︰井村空美
- 金城憲水︰北見敏之
- 洲崎類︰前田希美
- 波奏︰橫山惠

### 配音
- 魔導輪扎爾巴：影山浩宣

## 工作人員／製作團隊
- 總監督：横山誠
- 原作：雨宮慶太
- 監製：二宮清隆
- 製片：林洋輔、加藤隼輔、比嘉一郎
- 編劇：江良至、藤平久子、梅田壽美子、田口恵、横山誠
- 設定：田口恵
- 武術指導：横山誠（AAC STUNTS）、小池達朗
- 特效製作／電腦動畫：OMNIBUS JAPAN
- 音樂製作人：井上俊次
- 攝製：東北新社、OMNIBUS JAPAN
- 製作：東北新社

## 主題曲

### 片頭曲
作曲︰栗山善親、寺田志保
作詞、作曲︰影山浩宣
編曲︰栗山善親、寺田志保
主唱︰JAM Project

### 片尾曲
- 『So Long』

作詞、主唱︰大友康平
作曲︰鳥山雄司
- 『PLATONIC』

作詞、作曲︰奥井雅美
編曲︰栗山善親、寺田志保
主唱︰JAM Project feat. 奥井雅美
- 『Brave Heart』

作詞、主唱︰大友康平
作曲︰鳥山雄司

## 各集資料
| 播映日   | 集數       | 各集副標     | 客演 |
| -------- | ---------- | ------------ | --- |
| 13/04/05 | 第一話     | 流 Ryuga     | 花嫁（陰我ホラー人間態） - 佐野光來 ロックな運転手 - パンチ佐藤 |
| 13/04/12 | 第二話     | 波 Gold wave | 鷲頭正彥（魔導ホラー人間態） - 春田純一 石崎 - 早瀨俊行 ベットの女 - 友田彩也香 |
| 13/04/19 | 第三話     | 迷 Dungeon   | 全裸の女（陰我ホラー人間態） - 周防ゆきこ |
| 13/04/26 | 第四話     | 夢 Dream     | 壇田（陰我ホラー人間態） - こしげなみへい ホラーの声 - 西凜太郎 吉富 - 福山一樹 |
| 13/05/03 | 第五話     | 夢 Nightmare | 壇田（陰我ホラー人間態） - こしげなみへい ホラーの声 - 西凜太郎 吉富 - 福山一樹 |
| 13/05/10 | 第六話     | 響 Rock      | ユーヤ（陰我ホラー人間態） - 勝矢 シン - 太田基裕 ダックス勝浦 - 金橋良樹 バックバンド - HOI FESTA |
| 13/05/17 | 第七話     | 住 Dining    | 白波秀行（魔導ホラー人間態） - 水橋研二 洲崎幸子 - 筒井真理子 洲崎良惠 - 別府康子 洲崎元氣 - 椙杜翔馬 ベットの女 - 星野あかり                                                                                   |
| 13/05/24 | 第八話     | 乱 Scoop     | 風見泰人 - 古山憲太郎 男性（陰我ホラー人間態） - 伊藤慎 |
| 13/05/31 | 第九話     | 乱 Sonshi    | 風見泰人 - 古山憲太郎 |
| 13/06/07 | 第十話     | 誓 Promise   | 坪井浩輝 - 高杉真宙 北島遙華 - 高良光莉 遠山未步（陰我ホラー人間態） - 長澤奈央 坪井正臣 - 大浦龍宇一 |
| 13/06/14 | 第十一話   | 虜 Desire    | 上条悟 - 古井榮一 サム - Dean 杉浦守 - 三浦文太郎 菩阿羅（陰我ホラー人間態） - 及川奈央 |
| 13/06/21 | 第十二話   | 報 Trap      | 少女時代之波奏 - 白本彩奈 花屋主人 - 新井政子 |
| 13/06/28 | 第十三話   | 狩 Hunting   | 議員（魔導ホラー人間態） - 岡本美登 医者（魔導ホラー人間態） - 小村裕次郎 妻崎（魔導ホラー人間態） - 日下秀昭 洲崎幸子（洲崎類母） - 筒井真理子 洲崎元気（洲崎類弟）- 椙杜翔馬 洲崎良恵（洲崎類祖母）- 別府康子 |
| 13/07/05 | 第十四話   | 腐 Hyena     | ハイエナ（魔導ホラー人間態） - ダンカン ソフィア - 野本かりあ 万樹（陰我ホラー人間態） - 今村浩継 |
| 13/07/12 | 第十五話   | 謎 Hint      | |
| 13/07/19 | 第十六話   | 友 Lost      | SG1女性隊員 - 久米田彩、内田量子 フィストボム隊員 - 酒井尚美 |
| 13/07/26 | 第十七話   | 裏 Tousei    | 金城一家 - 千葉誠樹、松下哲、金澤ゆかり、武田あかね、木村久美、佐々木正和、帰山ゆか、江口哲路、小塚亮輔、榊夏海、佐藤優吏、渡辺優奈、曽我美月、小沢獅子丸                                                       |
| 13/08/02 | 第十八話   | 闘 War       | 鑄工 - 山中敦史 |
| 13/08/09 | 第十九話   | 光 Hope      | |
| 13/08/16 | 第二十話   | 母 Mother    | 莉峽 - 西本竜樹 沙莉 - 最所美咲 華漣（陰我ホラー人間態） - 冨樫真 |
| 13/08/23 | 第二十一話 | 義 Justice   | |
| 13/08/30 | 第二十二話 | 礼 Master    | |
| 13/09/06 | 第二十三話 | 輝 Gold      | ゼドム - 大竹まこと |
| 13/09/13 | 第二十四話 | 照 Future    | |
| 13/09/20 | 第二十五話 | 道 Beginning | オウマ - 益岡徹 |

## 外部連結
- 《牙狼〈GARO〉～照亮黑暗的人～》官方網站 （页面存档备份，存于）
- 東京電視台《牙狼〈GARO〉～照亮黑暗的人～》節目情報網頁 （页面存档备份，存于）